# Consejo de las Órdenes
El Consejo de las Órdenes es la institución encargada del funcionamiento de las órdenes militares españolas (de Santiago, Calatrava, Montesa y Alcántara) durante la Edad Moderna en España. Su ámbito de actuación se extendía al ámbito territorial de las órdenes militares. Este territorio incluía dos ciudades, 250 villas y 100 aldeas.
En la actualidad aún subsiste y tiene su sede en la villa de Madrid.

## Funciones
Este Consejo poseía unas atribuciones excepcionalmente amplias, teniendo competencias en materia de consultas, administración y justicia. Intervenía en las cuestiones de gracia —podía dar honores y mercedes a laicos— y beneficios —dar honores y mercedes a eclesiásticos—. Igualmente se ocupaban de los prioratos, los caballeros, los colegios mayores, los nombramientos o las encomiendas.
Emitían normativa económica, administrativa y jurídica para sus territorios ya que estos tenían sus propias leyes, llegando a constituir pequeños reinos dentro de la Corona. Al caer el maestrazgo en la figura del rey la legislación de estos territorios sería equiparada a la del resto del reino.
Este Consejo poseía la capacidad del rey para intervenir en asuntos terrenales y además tenían autoridad papal delegada para los temas espirituales.
Además le concernía todo lo gubernativo y contencioso de los colegios y monasterios, pero únicamente en la segunda instancia, pues la primera correspondía a los gobernadores del respectivo distrito. Según bulas de Clemente VIII de 1524 y 1525 tenía el conocimiento de los diezmos, beneficios y de todo lo demás perteneciente a los obispos, como ordinarios. La jurisdicción de este Consejo así se extendía a lo espiritual como a lo temporal, y no solo sobre los caballeros, canónigos, capellanes y religiosas de las órdenes, sino también sobre lodos los presbíteros que tenían beneficios y sobre las monjas que residían en monasterios situados en territorio de aquellas.

## Organización
- Gran Maestre - Felipe VI de España[1]

Escudo del desaparecido Regimiento de Infantería "Órdenes Militares" del Ejército de Tierra Español.

- Presidente - Pedro de Borbón-Dos Sicilias y Orleans
- Prior - Gerardo Melgar Viciosa[2]

## Evolución
El Consejo de Órdenes estaba formado por un presidente y seis consejeros. Una vez que el rey Fernando el Católico obtuvo del papa la administración de los mayorazgos de la orden de Calatrava en 1489, se constituyó un Consejo para su gestión. El rey Fernando obtuvo los mayorazgos de las órdenes militares de Santiago en 1493, y Alcántara en 1494 (la de Montesa lo sería en 1587), con lo que en 1498 quedó establecido el Consejo de Órdenes. El Consejo se formalizaría en 1523 cuando Carlos I fue nombrado Gran Maestre de las órdenes militares españolas y sus consejeros fueron nombrados caballeros de hábito.
Sus funciones abarcaban los nombramientos, la administración de sus posesiones, la administración de la justicia de los caballeros de las órdenes, así como la designación de los mismos, pero terminó por convertirse en una especie de Tribunal de Honor, una garantía de limpieza de sangre.
Durante el siglo XVI tendría una actividad continuada, si bien sus decisiones serán eminentemente técnicas. Desde el siglo XVII este Consejo sería el depositario de la tradición nobiliar, llegando a ser conocido como Consejo de la Nobleza con un carácter estamental. Desde este momento su principal tarea sería la de mantener la diferenciación estamental de la nobleza. Tenía dos salas distintas, una para la Orden de Santiago y otra para las Órdenes de Calatrava y Alcántara.
En 1793 a instancias del Consejo de Órdenes Militares y respondiendo a la petición del rey Carlos IV para luchar contra la Revolución francesa se forma el Regimiento de Infantería  "Órdenes Militares" n.º 40 que fue disuelto en 1985.
El 18 de noviembre de 1875 la Diócesis de Ciudad Real se estableció por bula Ad Apostolicam la jurisdicción exenta mediante la formación de un coto redondo en el que se sustituyen todas las jurisdicciones dispersas correspondientes al Consejo de las Órdenes, enmarcándolas la nueva diócesis-priorato de las Órdenes Militares en la provincia de Ciudad Real.
El 9 de abril de 1981, y tras cincuenta años de larga vacante el rey de España, Juan Carlos I, nombra a su padre Juan de Borbón presidente del Real Consejo de las Órdenes Militares. Después de su muerte, el Comendador Mayor de la Orden de Alcántara, el Infante Carlos, duque de Calabria, fue nombrado su sucesor. Sin embargo, aunque el infante utiliza el hábito de Gran Maestre nunca llegó a ejercer la jefatura. Tras su fallecimiento su hijo comenzó a utilizar el hábito y ordenó bordar las cuatro órdenes militares en sus uniformes militares.
Actualmente el Real Consejo de Órdenes está presidido por S.A.R. don Pedro de Borbón-Dos Sicilias, duque de Calabria.